# Stenygra contracta
Stenygra contracta là một loài bọ cánh cứng trong họ Cerambycidae.